# Pierre Naville
Pierre Naville (1903–1993) foi um sociólogo e escritor surrealista francês. Era um membro proeminente do grupo de investigadores surrealistas Investigating Sex. Politicamente, considerava-se comunista. Com a estalinização de seu partido, tornou-se trotskista e pertencente ao Parti Socialiste Unifié (PSU).

## Nascimento
Naville nasceu em 1903 em Paris, de uma típica família de banqueiros suíços protestantes.

## Surrealista desde os seus primeiros tempos
Em 1922 Pierre Naville funda a revista de vanguarda  L'oeuf dur (O Ovo Duro), juntamente com Philippe Soupault, François Gérard, Max Jacob, Louis Aragon e Blaise Cendrars 
Ele foi co-editor com Benjamin Péret dos três primeiros números de La Révolution Surréaliste, fundou o  Bureau de Recherches Surréalistes (1924) e participou em atividades surrealistas com André Breton antes de ter divergências políticas com a ortodoxia surrealista emergente. De fato, a distância crescente entre Naville e seus colegas surrealistas na segunda metade da década de 1920 era indicativa da dificuldade do movimento conciliar a liberdade poética com compromisso político. O líder do movimento, André Breton, depois de tentar a impossível união dos dois, foi escolher o primeiro em 1935; Naville já havia escolhido o último em 1926.

## Política
Em 1926, Pierre Naville juntou-se ao Partido Comunista Francês (PCF), onde  publica a revista "Clarté". É seguido pelos surrealistas Louis Aragon, Jacques Baron, André Breton, Paul Eluard, Benjamin Péret e Pierre Unik. Naville se mantém a par do que está acontecendo na União Soviética através de Victor Serge, que ele publicou em "Clarté" um artigo intitulado L'An I de la révolution russe (O ano um da revolução russa).
Pierre Naville fez parte da delegação que visitou Leon Trotsky em Moscou, em 1927. Voltou convencido dos argumentos de Trotsky e transforma "Clarté" em tribuna da oposição de esquerda no PCF que se transforma no jornal La Lutte de classe (A Luta de Classe) e publica o Testamento de Lenin sem que Stalin saiba. Estas publicações levaram à sua exclusão do PCF em 1928por “desvios”. A partir daí, líder trotskista francês, Raymond Molinier. Após a expulsão de Trotsky da URSS em 1929, ele viajou para a ilha de Prinkipo com Molinier e Rosenthal para visitá-lo. Trotsky tentava convencer Alfred Rosmer a se unificar com os surrealistas de Molinier, o que de fato ocorre com a criação do jornal "La Vérité" (A Verdade) em 1929, seguido pela fundação da Ligue Communiste (Liga Comunista).
Após a exclusão dos trotskistas, reunidos no Grupo Bolchevique-Leninista da Seção Francesa da Internacional Operária em 1935, ele participou da criação do Parti Ouvrier Internationaliste (POI, Partido Operário Internacionalista) em 1936, ao mesmo tempo, adere à Quarta Internacional.
No entanto, Pierre Naville se tornou cada vez menos convencido da posição de Trotsky e rompe com o grupo em janeiro de 1939 ao não aceitar a fusão do POI no Parti Socialiste Ouvrier et Paysan (PSOP, Partido Socialista Operário e Camponês) de Marceau Pivert.

## Pós-guerra
Aprisionado em 1940 e libertado em 1941, Pierre Naville retomou seus estudos em filosofia, tornou-se um conselheiro de carreira antes de ingressar no Centre National de la Recherche Scientifique (CNRS, Centro Nacional de Pesquisa Científica). Torna-se diretor de pesquisa do CNRS em 1947, onde trabalhou com Georges Friedmann no Centre d'Études Sociologiques (Centro de Estudos Sociológicos), focando seu trabalho na psico-sociologia do trabalho, na estudo da automação na sociedade industrial e na psicologia comportamental. Fez um debate academicamente destacado sobre o conceito de qualificação, fundando a abordagem relacionalista. Em dezembro de 1952, publica um texto de abordagem marxista, com o título "Les Etats-Unis et les contradictions capitalistes" (Os Estados Unidos e as contradições capitalistas), na ocasião da disputa entre Jean-Paul Sartre e Maurice Merleau-Ponty. Merleau-Ponty considera o artigo impublicável, a menos que passasse por uma revisão geral, a ponto da publicação ter sido omitida por Sartre. 
Naville também se interessa pelos estrategistas e teóricos de guerra, notadamente Carl von Clausewitz, ele supervisiona a tradução e a edição das obras completas. A publicação do Nouveau Léviathan (Novo Leviathan), em 1957, mostra que ele nunca parou de pensar como um historiador e filósofo sob o disfarce do sociólogo e economista.
Politicamente, Pierre Naville tenta criar um marxismo à esquerda do estalinismo desprovido dos adjetivos comunistas ou trotskistas, através da La Revue Internationale. Passa pelo Parti Socialiste Unitaire (PSU, Partido Socialista Unitário), persiste no seu desejo de iniciar uma esquerda moderna no Parti Socialiste de Gauche (PSG, Partido Socialista de Esquerda) e na Union de la Gauche Socialiste (UGS, União da Esquerda Socialista) antes de participar na fundação do Parti Socialiste Unifié (PSU, Partido Unidade Socialista), durante a Quinta República, formando parte da sua comissão política nacional ao lado de Yvan Craipeau. Ele também escreve para França Observer, o semanário de Claude Bourdet, que está intimamente envolvido na aventura do PSU. Ele se manteve fiel a esse partido, apesar de sua oposição aos "realistas" (Gilles Martinet, Michel Rocard) e mostrou a rejeição total de François Mitterrand.